# 大園站
25°3′21.6″N 121°12′37.9″E / 25.056000°N 121.210528°E
大園站是桃園捷運機場線的一座車站，位於桃園市大園區。

## 歷史
中華民國交通部自1989年展開桃園都會區大眾捷運系統的規畫，而為進一步加速台灣省各地的捷運建設，1990年12月29日，行政院正式下達台79交39519號函令，指示辦理包括桃園都會區在內的四個省轄都會區大眾捷運系統的規畫作業，桃園都會區大眾捷運系統的各項規畫與建設工作全面啟動。
1993年3月，受行政院命令主責台灣省各省轄都會區大眾捷運系統規畫與建設工作的台灣省政府住宅及都市發展局，歷時兩年餘正式完成「桃園都會區捷運系統規劃」，台灣省政府住宅及都市發展局當時規畫的桃園都會區大眾捷運系統由包括藍線在內的三線所組成，而被稱為B03站的大園站，就是桃園捷運藍線15座車站中的一員。:3-3~3-6:3-26
然而，在原先由台灣省政府辦理的各省轄都會區大眾捷運系統規畫與建設，因1998年台灣省政府功能業務與組織調整，改由交通部轄下的交通部高速鐵路工程局負責後，桃園捷運藍線被更名為「中正國際機場至桃園都會區（含高鐵桃園站聯外）軌道系統」，於2003年9月9日在行政院的核復下併入桃園機場捷運辦理。
原先被稱為B03站的大園站，則改為桃園機場捷運中的A15站:3-26，於2008年9月18日動工、2008年9月22日定名為「大園站」:2-1，並於2017年3月2日隨桃園機場捷運的通車完工啟用。

## 車站概要
本站位於橫湳一路與航青路口，車站編號為A15。

## 車站構造
本站為地上兩層的車站，站體長約170.0公尺、寬達26.4公尺，設有1處出口，兩座側式月台，並設有半罩式月台門。

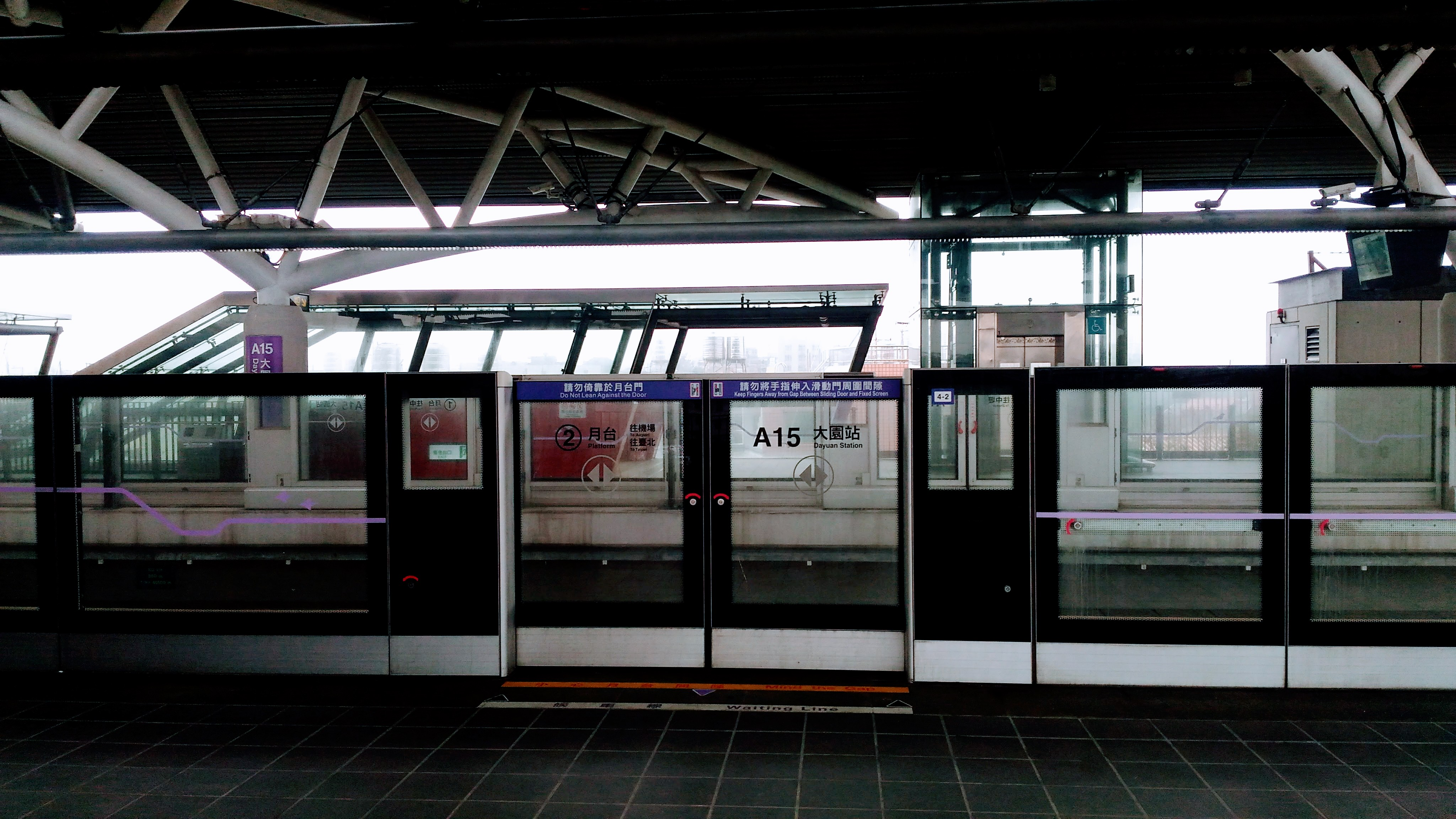
大園站第二月台半罩式月台門

### 車站樓層
| 2F | 月台層             | 公共電話                                   |
| 2F | 側式月台，右側開門 |                                            |
| 2F | ①號月台            | 機場線 往老街溪方向（橫山站）              |
| 2F | ②號月台            | 機場線 往台北方向（機場旅館站）            |
| 2F | 側式月台，右側開門 |                                            |
| 1F | 穿堂層             | 電扶梯、電梯及樓梯往月台層                 |
| 1F | 穿堂層             | 廁所                                       |
| 1F | 穿堂層             | 驗票閘門、車站詢問處、自動售票機、公共電話 |
| 1F | 穿堂層             | 1號出口（位於橫湳一路東面）                |

### 車站出口
| 出入口     | 圖片 | 位置         |
| ---------- | ---- | ------------ |
| 單一出入口 |      | 橫湳一路東面 |

## 利用狀況
| 年   | 1日平均 | 1日平均 | 1日平均 |
| 年   | 上車    | 來源    |         |
| ---- | ------- | ------- | ------- |
| 2017 | 688     | [ 14 ]  |         |
| 2018 | 935     | [ 14 ]  |         |

## 車站周邊

### 公車資訊
大園站有9條公車路線與其連接。
| 編號 | 經營業者 | 區間                               | 備註       |
| ---- | -------- | ---------------------------------- | ---------- |
| 5023 | 桃園客運 | 桃園－大園(經楊厝)                 |            |
| 5040 | 桃園客運 | 桃園－觀音(經中厝)                 |            |
| 5077 | 桃園客運 | 中壢－捷運大園站(經柴梳崙)         |            |
| 5083 | 捷乘客運 | 捷運大園站－潮音                   |            |
| 5084 | 捷乘客運 | 捷運大園站－苗圃橋                 |            |
| 5085 | 捷乘客運 | 捷運大園站－沙崙                   |            |
| 5086 | 桃園客運 | 桃園－大園(經五塊厝)               |            |
| L506 | 亞通客運 | 捷運橫山站－捷運大園站－大園區公所 | 捷運接駁線 |
| L508 | 亞通客運 | 捷運大園站－富文宮                 | 潮音國小線 |

### Youbike微笑自行車
租賃站點 : 捷運大園站(A15)
站點位置 : 橫湳一路1號捷運站旁人行道
可借停車輛總位 : 32 輛

### 中華民國國道
國道二號甲線、國道二號大園交流道

## 腳註

## 外部連結
- 桃園捷運 大園站 （页面存档备份，存于）（繁體中文）
- 桃園大眾捷運股份有限公司->乘車指南->路網圖（繁體中文）